# Gyula Szapáry
Gyula Szapáry de Szapár, Muraszombat et Széchy-Sziget (Pest, 1º novembre 1832 – Abbazia  (Croazia), 20 gennaio 1905) è stato un politico ungherese, primo ministro dell'Ungheria dal 1890 al 1892.